# Technologia (entreprise)
Pour les articles homonymes, voir Technologia (homonymie).
Technologia est une société de conseil française opérant dans l’expertise comptable et l’analyse financière des entreprises ainsi que dans l'évaluation et la prévention des risques professionnels. Elle intervient en particulier auprès des instances représentatives du personnel, comme les CHSCT, CE et CSE. Elle publie également des études dans des domaines afférant à ses interventions, comme sur le burn out ou l'équilibre vie privée-vie professionnelle.

## Historique
Technologia est fondée en 1989 par l'économiste Jean-Claude Delgènes, qui en préside encore aujourd'hui le conseil d'administration. Le cabinet intervient dans plusieurs dossiers sensibles ayant fait l'actualité, comme en 2006 après le suicide de quatre employés du technocentre Renault à Guyancourt. Il est alors chargé d'enquêter sur les risques psychosociaux au sein de Renault, principalement via des entretiens avec les salariés. Ceux-ci s'appuient sur le modèle de Karasek, qui permet d'évaluer l'intensité des demandes auxquelles est soumis un salarié, ses marges de manoeuvre et le soutien social qu'il reçoit sur son lieu de travail. L'enquête révèle que 30 % des salariés souffrent de stress au travail, trois fois plus que la moyenne nationale. Elle mène la direction du constructeur automobile à mettre en place des mesures d'urgences, comme la réduction des heures d'ouverture du centre ou la formation des managers à la détection des risques psychosociaux.
En 2009 est rendue publique l'affaire France Télécom, alors que trente-quatre employés de l'opérateur de télécommunications se sont suicidés au cours des deux années précédentes. Le cabinet Technologia est engagé pour enquêter sur les raisons qui ont mené à cette crise et remet un rapport en décembre issu de la synthèse des témoignages des 100 000 salariés et de l'analyse des procès-verbaux émis par les comités d'hygiène, de sécurité et des conditions de travail (CHSCT) de France Télécom. Il est suivi d'un millier d'entretiens individuels. Il en ressort que « l'ambiance de travail est tendue, voire violente » au sein de l'entreprise et sont établies « la grande défaillance du management » ou la « fragilisation de la santé physique et mentale de certains salariés ». À la suite du rapport, Stéphane Richard, qui remplace Didier Lombard (finalement condamné pour harcèlement moral) à la tête de France Télécom en 2011, met en place plusieurs mesures visant à améliorer les conditions de travail au sein de l'entreprise publique, comme l'arrêt des mobilités forcées ou le recrutement de médecins du travail.
Technologia intervient ensuite dans plusieurs dossiers ayant fait l'actualité, comme le scandale de l'amiante à l'université de Jussieu ou l'affaire Kerviel à la Société générale. Le cabinet est aussi engagé pour travailler sur l'accident ferroviaire d'Eckwersheim, ayant fait onze morts en 2015, où il relève un manque de rigueur dans la conduite des essais et une sous-estimation du risque associé. Même si ces manquements ne sont pas à l'origine directe de l'accident selon Technologia, Systra entame une révision des procédures. Plus récemment, Technologia a remis un rapport sur le climat social à la Banque de France, rendu difficile par un vaste plan de réorganisation lancé en 2015. Il pointe un « terreau favorable aux risques psychosociaux et un pacte social remis en cause, sur fond de réduction drastique des effectifs ».

## Études publiées
Technologia publie régulièrement des études sur les sujets qu'elle a à traiter en tant qu'entreprise de conseil, comme sur l'équilibre vie privée-vie professionnelle ou les risques professionnels. Elle publie ainsi en 2010 une étude sur l'impact des transports en commun en Île-de-France et leur rôle dans l'inconfort, l'incertitude et les risques psychosociaux des salariés. Elle y souligne le poids des retards, de la fatigue et des perturbations dans l'organisation du travail, malgré certaines mesures de flexibilité mises en place par les employeurs. Suit en 2012 un rapport soulignant la dégradation de la vie sociale, familiale et amoureuse de la population active due à l'évolution des pratiques professionnelles comme l'utilisation des nouvelles technologies, les horaires de travail extensibles ou en décalé. En 2024, le cabinet publie une étude sur les relations amoureuses au travail. Celle-ci analyse l’impact des relations sentimentales, sexuelles et intimes dans le milieu professionnel.
En 2014, Technologia révèle que 3,2 millions de personnes en France sont à risque élevé de burnout, affectant particulièrement les indépendants, agriculteurs ou chefs d'entreprise, alors que l’Agence nationale de santé publique ne compte que 30 000 cas avérés. Bien que le burnout soit reconnu comme une pathologie due à un surengagement professionnel et un épuisement émotionnel et physique, sa reconnaissance en tant que maladie professionnelle reste limitée. Le cabinet préconise une meilleure prise en charge, notamment par la reconnaissance de cette pathologie par la Sécurité sociale. Il plaide également pour une réduction des seuils d’incapacité requis et propose un système de malus pour les entreprises négligentes à l'égard de leurs salariés.
L'année suivante, le cabinet sort deux études sur l'évolution du métier de journaliste et les lanceurs d'alerte. La première fait suite à une même enquête menée en 2010 ayant révélé une profession bousculée par la crise de la presse, les nouveaux modes de consommation de l'information ou les nouvelles technologies. En 2015, on constate que la situation économique des journaux ayant peu évolué, la précarisation du travail de journaliste ou l'absence de perspectives d'évolution professionnelle ont beaucoup progressé. Concernant les lanceurs d'alerte, l'étude révèle que 36 % des salariés interrogés rapportent avoir constaté des pratiques allant à l’encontre de la loi, du code du travail ou des règles de leur profession. Parmi ceux-ci, 38 % n'en auraient pas discuter avec des collègues ou leur hiérarchie, faute de savoir vers qui se tourner ou par peur de représailles.